# Ferenc Rátkai
Ferenc Rátkai (ur. 16 maja 1967 w Budapeszcie) – węgierski kierowca wyścigowy.

## Biografia
W 1992 roku rozpoczął starty Reynardem Formuły Opel Lotus. Zajął wówczas ósme miejsce w Austriackim Pucharze Opel Lotus. Wystartował również w Formule Opel Lotus Euroseries. W mistrzostwach Węgier zajął natomiast trzecie miejsce w Formule 2000. W sezonie 1994 został wicemistrzem Węgierskiej Formuły 2000, a rok później zajął trzecie miejsce w klasyfikacji. Osiągnięcie to powtórzył w 1997 roku.
W 1998 roku Rátkai zadebiutował Porsche 911 GT2 w serii FIA GT, w której ścigał się okazjonalnie do 2001 roku. Następnie wrócił do Węgierskiej Formuły 2000. W 2005 roku zmienił pojazd na Coloni CN98 i zajął wówczas trzecie miejsce w klasyfikacji końcowej.

## Wyniki
| Legenda oznaczeń w tabelach wyników Wyświetl szablon na nowej stronie | Legenda oznaczeń w tabelach wyników Wyświetl szablon na nowej stronie                                                                     |
| Oznaczenie                                                            | Wyjaśnienie |
| --------------------------------------------------------------------- | --- |
| Złoty                                                                 | Zwycięzca lub mistrzostwo |
| Srebrny                                                               | 2. miejsce lub wicemistrzostwo |
| Brązowy                                                               | 3. miejsce lub II wicemistrzostwo |
| Zielony                                                               | Ukończył, punktował (w klasyfikacji generalnej, gdy zdobył co najmniej jeden punkt na przestrzeni sezonu, poza trzema powyższymi opcjami) |
| Niebieski                                                             | Ukończył, nie punktował (w klasyfikacji generalnej, gdy nie zdobył co najmniej jednego punktu na przestrzeni sezonu)                      |
| Czerwony                                                              | Nie zakwalifikował się (NZ) |
| Czerwony                                                              | Nie prekwalifikował się (NPK) |
| Różowy                                                                | Nie ukończył (NU) |
| Różowy                                                                | Niesklasyfikowany (NS) (w klasyfikacji generalnej, gdy nie został sklasyfikowany w żadnym wyścigu sezonu)                                 |
| Czarny                                                                | Zdyskwalifikowany (DK) |
| Czarny                                                                | Wykluczony (WYK/EX) |
| Biały                                                                 | Nie wystartował (NW) |
| Biały                                                                 | Kontuzjowany (K/INJ) |
| Biały                                                                 | Wyścig odwołany (OD/C) |
| Bez koloru                                                            | Został wycofany (WYC/WD) |
| Bez koloru                                                            | Nie przybył (NP/DNA) |
| Bez koloru                                                            | Nie brał udziału w treningach (NT/DNP) |
| Bez koloru                                                            | Nie został zgłoszony (–) |
| Pogrubienie                                                           | Start z pole position |
| Kursywa                                                               | Najszybsze okrążenie wyścigu |
| †                                                                     | Nie ukończył, ale jego rezultat został zaliczony ze względu na przejechanie więcej niż 90% dystansu wyścigu.                              |
| *                                                                     | Sezon w trakcie |
| 1/2/3                                                                 | Punktowana pozycja w sprincie kwalifikacyjnym                                                                                             |
| Lista systemów punktacji Formuły 1                                    | |

### FIA GT
| Rok  | Zespół          | Samochód        | Wyniki w poszczególnych eliminacjach | Wyniki w poszczególnych eliminacjach | Wyniki w poszczególnych eliminacjach | Wyniki w poszczególnych eliminacjach | Wyniki w poszczególnych eliminacjach | Wyniki w poszczególnych eliminacjach | Wyniki w poszczególnych eliminacjach | Wyniki w poszczególnych eliminacjach | Wyniki w poszczególnych eliminacjach | Wyniki w poszczególnych eliminacjach | Wyniki w poszczególnych eliminacjach | Pkt. | Msc. |
| ---- | --------------- | --------------- | ------------------------------------ | ------------------------------------ | ------------------------------------ | ------------------------------------ | ------------------------------------ | ------------------------------------ | ------------------------------------ | ------------------------------------ | ------------------------------------ | ------------------------------------ | ------------------------------------ | ---- | ---- |
| 1998 |                 |                 | Niemcy                               | Wielka Brytania                      | Niemcy                               | Francja                              | Węgry                                | Japonia                              | Wielka Brytania                      | Austria                              | Stany Zjednoczone                    | Stany Zjednoczone                    |                                      | 0    | NS   |
| 1998 | BOVI Motorsport | Porsche 911 GT2 | -                                    | -                                    | -                                    | -                                    | -                                    | -                                    | -                                    | NU                                   | -                                    | -                                    |                                      | 0    | NS   |
| 1999 |                 |                 | Włochy                               | Wielka Brytania                      | Niemcy                               | Węgry                                | Belgia                               | Niemcy                               | Wielka Brytania                      | Stany Zjednoczone                    | Stany Zjednoczone                    |                                      |                                      | 0    | NS   |
| 1999 | BOVI Motorsport | Porsche 911 GT2 | 20                                   | -                                    | -                                    | -                                    | -                                    | -                                    | -                                    | -                                    | -                                    | -                                    |                                      | 0    | NS   |
| 2001 |                 |                 | Włochy                               | Czechy                               | Francja                              | Wielka Brytania                      | Belgia                               | Węgry                                | Belgia                               | Austria                              | Niemcy                               | Hiszpania                            | Portugalia                           | 0    | NS   |
| 2001 | BOVI Motorsport | Porsche 911 GT2 | -                                    | -                                    | -                                    | -                                    | -                                    | NU                                   | -                                    | -                                    | -                                    | -                                    | -                                    | 0    | NS   |

### Porsche Supercup
| Rok  | Zespół          | Samochód        | Wyniki w poszczególnych eliminacjach | Wyniki w poszczególnych eliminacjach | Wyniki w poszczególnych eliminacjach | Wyniki w poszczególnych eliminacjach | Wyniki w poszczególnych eliminacjach | Wyniki w poszczególnych eliminacjach | Wyniki w poszczególnych eliminacjach | Wyniki w poszczególnych eliminacjach | Wyniki w poszczególnych eliminacjach | Wyniki w poszczególnych eliminacjach | Wyniki w poszczególnych eliminacjach | Wyniki w poszczególnych eliminacjach | Pkt. | Msc. |
| ---- | --------------- | --------------- | ------------------------------------ | ------------------------------------ | ------------------------------------ | ------------------------------------ | ------------------------------------ | ------------------------------------ | ------------------------------------ | ------------------------------------ | ------------------------------------ | ------------------------------------ | ------------------------------------ | ------------------------------------ | ---- | ---- |
| 2004 |                 |                 | Włochy                               | Hiszpania                            | Monako                               | Niemcy                               | Stany Zjednoczone                    | Stany Zjednoczone                    | Francja                              | Wielka Brytania                      | Niemcy                               | Węgry                                | Belgia                               | Włochy                               | 0    | NS   |
| 2004 | BOVI Motorsport | Porsche 911 GT3 | -                                    | -                                    | -                                    | -                                    | -                                    | -                                    | -                                    | -                                    | -                                    | 20                                   | -                                    | -                                    | 0    | NS   |

### Węgierska Formuła 2000
| Rok  | Zespół            | Samochód      | Silnik  | Wyniki w poszczególnych eliminacjach | Wyniki w poszczególnych eliminacjach | Wyniki w poszczególnych eliminacjach | Wyniki w poszczególnych eliminacjach | Wyniki w poszczególnych eliminacjach | Wyniki w poszczególnych eliminacjach | Wyniki w poszczególnych eliminacjach | Wyniki w poszczególnych eliminacjach | Wyniki w poszczególnych eliminacjach | Wyniki w poszczególnych eliminacjach | Wyniki w poszczególnych eliminacjach | Wyniki w poszczególnych eliminacjach | Wyniki w poszczególnych eliminacjach | Wyniki w poszczególnych eliminacjach | Pkt. | Msc. |
| ---- | ----------------- | ------------- | ------- | ------------------------------------ | ------------------------------------ | ------------------------------------ | ------------------------------------ | ------------------------------------ | ------------------------------------ | ------------------------------------ | ------------------------------------ | ------------------------------------ | ------------------------------------ | ------------------------------------ | ------------------------------------ | ------------------------------------ | ------------------------------------ | ---- | ---- |
| 1994 |                   |               |         | Węgry                                | Węgry                                | Węgry                                | Węgry                                | Węgry                                | Węgry                                |                                      |                                      |                                      |                                      |                                      |                                      |                                      |                                      | 19   | 2    |
| 1994 | Cinkota SE        | Reynard FOL   | Opel    | 2                                    | -                                    | 4                                    | 4                                    | 3                                    | 3                                    |                                      |                                      |                                      |                                      |                                      |                                      |                                      |                                      | 19   | 2    |
| 1995 |                   |               |         | Węgry                                | Węgry                                | Węgry                                | Węgry                                | Węgry                                | Węgry                                | Węgry                                | Węgry                                |                                      |                                      |                                      |                                      |                                      |                                      | 15   | 3    |
| 1995 | Cinkota SE        | Reynard FOL   | Opel    | -                                    | 2                                    | NU                                   | -                                    | -                                    | -                                    | -                                    | 1                                    |                                      |                                      |                                      |                                      |                                      |                                      | 15   | 3    |
| 1996 |                   |               |         | Węgry                                | Węgry                                | Węgry                                | Węgry                                | Węgry                                | Węgry                                | Węgry                                | Węgry                                |                                      |                                      |                                      |                                      |                                      |                                      | 6    | 7    |
| 1996 | Cinkota Formula   | Reynard FOL   | Opel    | 4                                    | 6                                    | NU                                   | -                                    | -                                    | -                                    | 3                                    | -                                    |                                      |                                      |                                      |                                      |                                      |                                      | 6    | 7    |
| 1997 |                   |               |         | Węgry                                | Węgry                                | Węgry                                | Węgry                                | Węgry                                | Węgry                                | Węgry                                | Węgry                                |                                      |                                      |                                      |                                      |                                      |                                      | 27   | 3    |
| 1997 | Cinkota Formula   | Reynard FOL   | Opel    | NU                                   | 2                                    | 4                                    | 4                                    | -                                    | -                                    | 1                                    | 2                                    |                                      |                                      |                                      |                                      |                                      |                                      | 27   | 3    |
| 2001 |                   |               |         | Węgry                                | Węgry                                | Węgry                                | Węgry                                | Węgry                                | Węgry                                | Węgry                                | Węgry                                | Węgry                                | Węgry                                | Węgry                                |                                      |                                      |                                      | 18   | 4    |
| 2001 | BOVI Motorsport   | Reynard FOL   | Opel    | -                                    | -                                    | -                                    | -                                    | 3                                    | -                                    | -                                    | 2                                    | 3                                    | -                                    | 2                                    |                                      |                                      |                                      | 18   | 4    |
| 2002 |                   |               |         | Węgry                                | Węgry                                | Węgry                                | Węgry                                | Węgry                                | Węgry                                | Węgry                                | Węgry                                |                                      |                                      |                                      |                                      |                                      |                                      | 7,5  | NS   |
| 2002 | BOVI Motorsport   | Reynard FOL   | Opel    | -                                    | -                                    | -                                    | -                                    | -                                    | -                                    | 1                                    | 2                                    |                                      |                                      |                                      |                                      |                                      |                                      | 7,5  | NS   |
| 2005 |                   |               |         | Węgry                                | Węgry                                | Węgry                                | Węgry                                | Węgry                                | Węgry                                | Węgry                                | Węgry                                | Węgry                                | Węgry                                | Węgry                                | Węgry                                |                                      |                                      | 56   | 3    |
| 2005 | BOVI Motorsport   | Coloni CN98   | Nissan  | NU                                   | NU                                   | 5                                    | 5                                    | 1                                    | 1                                    | 4                                    | 4                                    | 3                                    | 3                                    | 5                                    | 3                                    |                                      |                                      | 56   | 3    |
| 2006 |                   |               |         | Węgry                                | Węgry                                | Węgry                                | Węgry                                | Węgry                                | Węgry                                | Węgry                                | Węgry                                | Węgry                                | Węgry                                | Węgry                                | Węgry                                |                                      |                                      | 8    | NS   |
| 2006 | BOVI Motorsport   | Tatuus FR2000 | Renault | 8                                    | 6                                    | 7                                    | 7                                    | -                                    | -                                    | -                                    | -                                    | -                                    | -                                    | -                                    | -                                    |                                      |                                      | 8    | NS   |
| 2007 |                   |               |         | Węgry                                | Węgry                                | Węgry                                | Węgry                                | Węgry                                | Węgry                                | Węgry                                | Węgry                                | Węgry                                | Węgry                                | Węgry                                | Węgry                                | Węgry                                | Węgry                                | 14,5 | 5    |
| 2007 | BOVI Motorsport   | Coloni CN98   | Nissan  | 7                                    | NW                                   | -                                    | -                                    | -                                    | -                                    | -                                    | -                                    | 4                                    | NU                                   | 3                                    | 7                                    | 8                                    | 6                                    | 14,5 | 5    |
| 2008 |                   |               |         | Węgry                                | Węgry                                | Węgry                                | Węgry                                | Węgry                                | Węgry                                | Węgry                                | Węgry                                | Węgry                                | Węgry                                | Węgry                                | Węgry                                |                                      |                                      | 30   | 5    |
| 2008 | Mogul Autósport   | Coloni CN98   | Nissan  | NU                                   | 5                                    | 4                                    | 4                                    | 7                                    | 5                                    | -                                    | -                                    | -                                    | -                                    | 5                                    | 3                                    |                                      |                                      | 30   | 5    |
| 2009 |                   |               |         | Węgry                                | Węgry                                | Węgry                                | Węgry                                | Węgry                                | Węgry                                | Węgry                                | Węgry                                | Węgry                                | Węgry                                |                                      |                                      |                                      |                                      | 0    | NS   |
| 2009 | Pi-Do Racing Team | Coloni CN98   | Nissan  | NU                                   | NU                                   | -                                    | -                                    | -                                    | -                                    | -                                    | -                                    | -                                    | -                                    |                                      |                                      |                                      |                                      | 0    | NS   |
| 2012 |                   |               |         | Węgry                                | Węgry                                | Słowacja                             | Słowacja                             | Węgry                                | Węgry                                | Słowacja                             | Słowacja                             | Węgry                                | Węgry                                | Węgry                                |                                      |                                      |                                      | 5    | 9    |
| 2012 | BOVI Motorsport   | Tatuus FR2000 | Renault | -                                    | -                                    | -                                    | -                                    | -                                    | -                                    | -                                    | -                                    | 4                                    | NW                                   | NW                                   |                                      |                                      |                                      | 5    | 9    |
| 2013 |                   |               |         | Węgry                                | Węgry                                | Węgry                                | Węgry                                | Słowacja                             | Słowacja                             | Słowacja                             | Słowacja                             | Węgry                                | Węgry                                | Węgry                                |                                      |                                      |                                      | 6    | 12   |
| 2013 | Formula Car Team  | Tatuus FR2000 | Renault | 9                                    | NW                                   | 8                                    | 6                                    | -                                    | -                                    | 7                                    | NW                                   | -                                    | -                                    | -                                    |                                      |                                      |                                      | 6    | 12   |

### Węgierska Formuła Renault
| Rok  | Zespół           | Samochód      | Silnik  | Wyniki w poszczególnych eliminacjach | Wyniki w poszczególnych eliminacjach | Wyniki w poszczególnych eliminacjach | Wyniki w poszczególnych eliminacjach | Wyniki w poszczególnych eliminacjach | Wyniki w poszczególnych eliminacjach | Wyniki w poszczególnych eliminacjach | Wyniki w poszczególnych eliminacjach | Wyniki w poszczególnych eliminacjach | Wyniki w poszczególnych eliminacjach | Wyniki w poszczególnych eliminacjach | Pkt. | Msc. |
| ---- | ---------------- | ------------- | ------- | ------------------------------------ | ------------------------------------ | ------------------------------------ | ------------------------------------ | ------------------------------------ | ------------------------------------ | ------------------------------------ | ------------------------------------ | ------------------------------------ | ------------------------------------ | ------------------------------------ | ---- | ---- |
| 2013 |                  |               |         | Węgry                                | Węgry                                | Węgry                                | Węgry                                | Słowacja                             | Słowacja                             | Słowacja                             | Słowacja                             | Węgry                                | Węgry                                | Węgry                                | 15   | 6    |
| 2013 | Formula Car Team | Tatuus FR2000 | Renault | 5                                    | NW                                   | 5                                    | 3                                    | -                                    | -                                    | 4                                    | NW                                   | -                                    | -                                    | -                                    | 15   | 6    |